# Космос-557
Космос-557 — радянська четверта орбітальна космічна станція, названа в СРСР «Космос-557», а в США — «Салют-3А» (ДОС-3). Маса — 19,4 т; на орбіту виведена ракетою-носієм «Протон-К» 11 травня 1973 р. Перигей орбіти становив 206 км, апогей — 225 км, нахил — 51,6 °.
Контроль над станцією був відразу втрачений. 22 травня (пропрацювавши 10,98 днів) станція остаточно вийшла з ладу і увійшла в щільні шари атмосфери в районі Болівії 25 травня 1973 таким чином припинивши своє існування.

## Історія
11 травня 1973, незабаром після провалу місії станції «Салют-2», СРСР вивів «Космос-557» на орбіту з параметрами 226 х 218 км і нахилом 51,6 ° і з періодом 89,1 хвилин. Піднялися чутки про його цілі, так як практично не було інформації про призначення апарата. Його телеметрія нагадувала параметри станції Салют-1, для типової пілотованої програми, а не Салют-2, характерної для безпілотної військової програми розвідки.
Західні експерти думали, що це був ще один «Салют», можливо, інакшої конструкції. Однак, пілотовані випробування станцій «Салют» вже були виконані раніше, якщо ж припустити, що Космос-557 справді був «Салютом», можна зробити висновок, що пілотовані польоти на нього були заплановані, але враховуючи що станція була втрачена, вони не відбулися. Крім того, в цей час ще тривали роботи з поліпшення конструкції корабля Союз, після аварії Союза-11.
Інші версії повідомляють, що Космос-557, мав проінспектувати безпілотний корабель «Союз», який був посланий для обстеження та фотографування пошкодженого Салют-2, вказується, що його орбіта була майже ідентичною орбіті «Салюта». Aviation Week and Space Technology погоджуються з даною теорією, однак вказують на те, що два кораблі були занадто далеко один від одного для того, щоб це була інспекційна місія.
З плином часу і досвіду з 1974 запуски станцій «Салютом», були надійнішими. Можна припустити, що станція «Салют-2» і «Космос 557» були частинами програм, які реалізовувалися паралельно, програмами космічних станцій, одна військова і одна — мирна.